# Crepidodera fulvicornis
Crepidodera fulvicornis är en skalbaggsart som först beskrevs av Fabricius 1792.  Crepidodera fulvicornis ingår i släktet Crepidodera, och familjen bladbaggar. Arten är reproducerande i Sverige.

## Bildgalleri

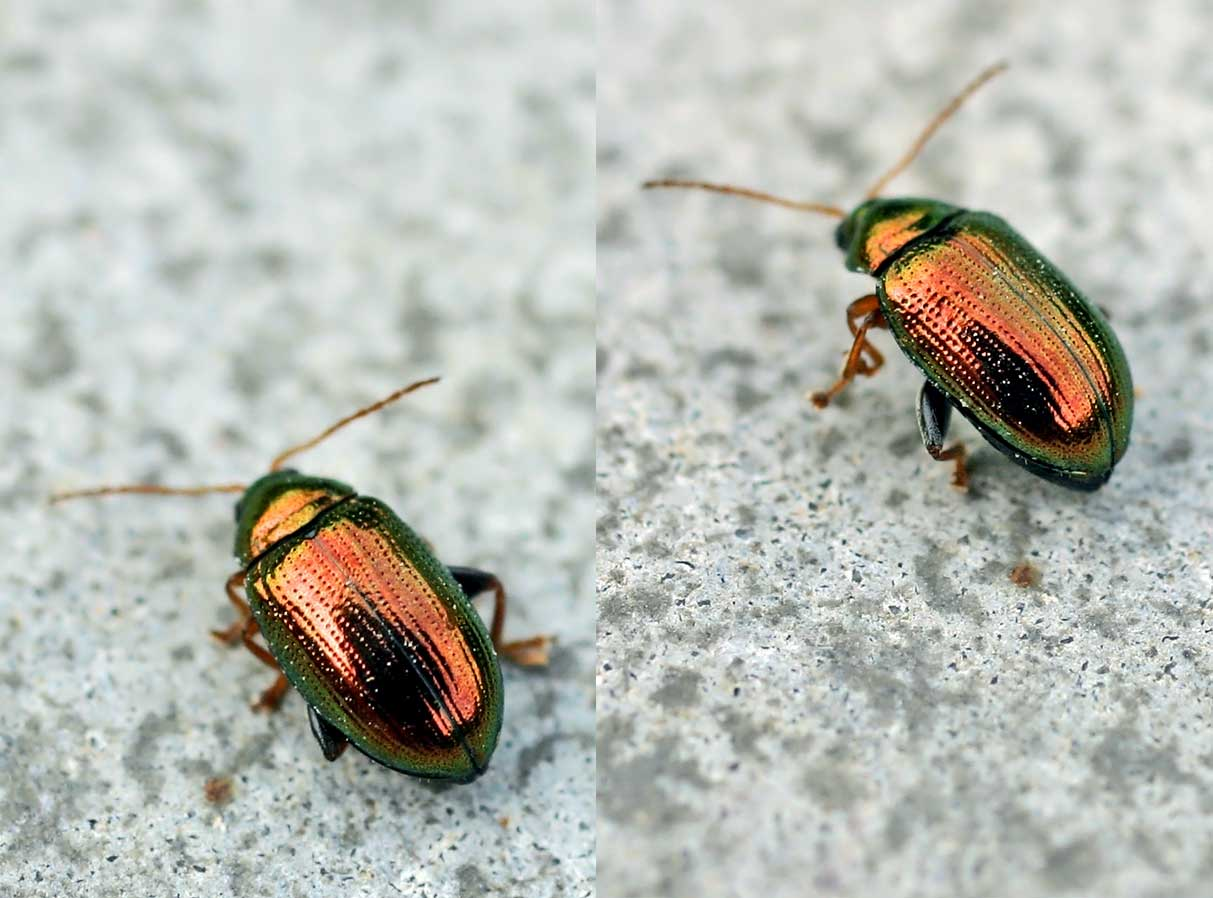